# Andrea Fornili
Andrea Fornili (Reggio Emilia, 4 novembre 1961) è un chitarrista italiano membro degli Stadio.
Iniziò a suonare sin da giovanissimo la chitarra. Suonò in diversi gruppi provinciali prima di diventare un chitarrista professionista. Da professionista ha suonato con Eros Ramazzotti, Miguel Bosé, Loredana Bertè e Francesco Baccini.
Ha collaborato con Claudio Lolli (per cui ha suonato nell'album Nove pezzi facili), Vasco Rossi, Franco Battiato, Anna Oxa, Patty Pravo, Stefano Sani, Riccardo Fogli (per il quale ha scritto anche diverse canzoni) e spesso partecipa al Festival di Sanremo come chitarrista-guest star.
I chitarristi che lo hanno ispirato sono Ritchie Blackmore dei Deep Purple, Jimi Hendrix, Eddie van Halen e Steve Lukather dei Toto.
Nel 1991 entra a far parte degli Stadio al posto di Ricky Portera dove oltre ad essere l'unico chitarrista (con eccezione del tour invernale 1992 dove fu affiancato da Roberto Guarino), compone e arrangia diversi pezzi.
Nel 2013 e nel 2008 compone la musica, insieme all'amico Gaetano Curreri, rispettivamente delle canzoni L'uomo più semplice e E adesso che tocca a me di Vasco Rossi.
Nel 2023, assieme all'ex cantante e fondatore de iRio Fabio Mora, scrive e cura la produzione dei pezzi che andranno a comporre il primo album in studio del nuovo progetto SuperStere0, supergruppo composto appunto da Fabio Mora alla voce, Elisa Minari al basso e Gigi Cavalli Cocchi alla batteria.